# Província de Chincha
La província peruana de Chincha és una de les cinc que conformen el Departament d'Ica, pertanyent a la Regió Ica.
És la situada més al nord d'aquestes províncies i limita, al nord amb les províncies de Cañete i Yauyos (Departament de Lima), a l'est amb el Departament de Huancavelica, al sud amb la Província de Pisco i a l'oest amb l'oceà Pacífic.
Està situada entre els 12 ° 48 '30 i 13 ° 35' 04 de Latitud Sud i els 75 ° 20 '02 i 76 ° 12' 06 de Longitud Occidental.
La província de Chincha Alta es divideix en 11 districtes:
- Chincha Alta
- Alt Laraña
- Chavín
- Chincha Baja
- El Carmen
- Grocio Prado
- Pueblo Nuevo
- Sant Joan de Yanac
- San Pedro de Huacarpana
- Sunampe
- Tambo de Mora